# Godred Crovan
Godred Crovan (v.irl. Gofraid mac meic Arailt, Gofraid Méranech) (mort en 1095) régna sur Dublin, l'île de Man et les Hébrides dans la seconde partie du XIe siècle. Son épithète « Crovan » vient de l'irlandais crobh bhan (« main blanche »). Ce surnom semble venir de ce qu'il enfilait des gants blancs lorsqu'il partait en guerre. Dans le folklore mannois, il est connu comme le roi Orry (King Orry).

## Biographie

### Origines

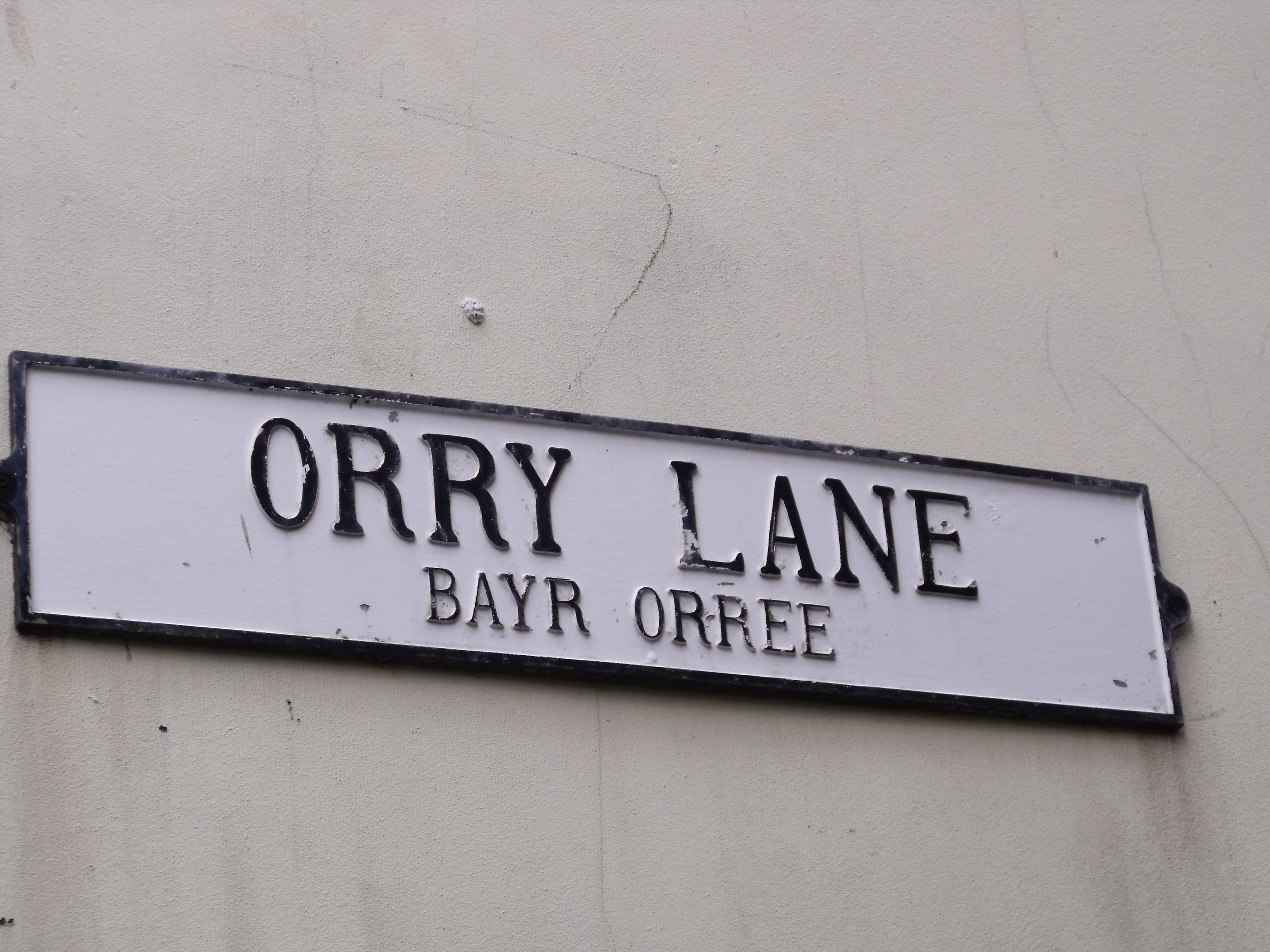
Orry Lane, à Peel. Les toponymes liés au roi Godred Crovan sont encore nombreux sur l'île.

Les origines familiales de Godred Crovan restent conjecturales. Bien que les Chroniques de Man le nomment en latin « ... filius Haraldi nigri de Ysland », impliquant que ce père se nommait Aralt les Annales de Tigernach de leur côté le dénomment en gaélique « ... mac Maic Arailt », ce qui implique au contraire que c'est le grand-père de Godred qui se nommait Aralt, Godred, doit donc être soit un fils, un neveu, ou un frère de  Ímar mac Arailt, roi de Dublin (mort en 1054). De ce fait, Godred est surement un descendant de Amlaíb Cúarán, roi de Northumbrie et de Dublin (mort en 980/981), et un membre de la lignée des  Uí Ímair.
Le passage de la chronique peut encore éclairer les origines familiales de Godred. Bien que « Ysland » doive désigner l' Islande, il n'y aucun autre lien qui rattache Godred à l'islande Alternativement le mot peut également désigner l'île des Hébrides d'Islay, où il est réputé par ailleurs avoir terminé sa vie. Une autre possibilité est que « Ysland » représente l'Irlande, si cela est correct, cela impliquerait des relations familiales étroites de Godred avec cette île. Quel que soit le cas selon la même source il aurait été élevé à Man.

### La conquête du pouvoir
Les Chroniques de Man qui font de Godred le fils de Harald le Noir (c'est-à-dire: Harald d'Islande) signalent qu'il était parmi les survivants de la défaite de Harald III à la bataille de Stamford Bridge, le 25 septembre 1066, et qu'il se réfugia chez son parent Godred Sigtryggsson, alors roi de l'île de Man. Des sources irlandaises indiquent que Godred Sigtryggsson était alors le vassal du roi irlandais de Dublin, Murchad, fils de Diarmait mac Mail na mBo de la dynastie des Uí Cheinnselaigh. Godred et Murchad moururent tous deux en 1070, et le trône de l'île de Man passa au fils de Godred, Fingal Godfredson.
Godred contraint par la défaite de Stamford Bridge de fuir l'Angleterre, débarque sur l'île de Man où il entreprend de se créer un réseau solide qui lui permet d'expulser Fingal de l'île. Ses ambitions ne se limitaient pas à la conquête de Man. Il s'empare de Dublin (qui était le siège d'une principauté viking depuis deux siècles) et d'une grande partie du Leinster. Il s'attaque ensuite aux Écossais, dirigés par Malcolm III, surnommé Malcolm Canmore.

### Bataille du Scacafell

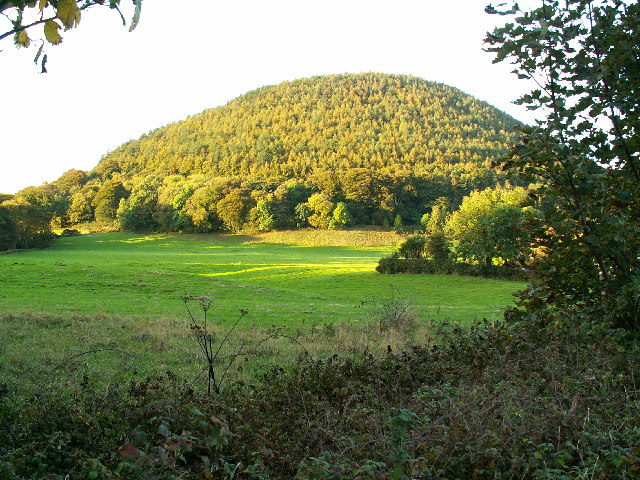
Le site présumé de la bataille de Skyhill (Scacafell), près de Milntown, dans la paroisse de Lezayre.

Selon les Chroniques de Man, en 1079, Godred envahit à trois reprises l'île de Man. En 1087, selon les Annales d'Ulster, les « petits-fils de Ragnall » furent tués lors d'une expédition sur l'île de Man. Selon les Chroniques de Man et les sources irlandaises le confirment, Godred prit ensuite Dublin, en 1091. En 1094, Godred fut expulsé de Dublin par Muircheartach Ua Briain. Il mourut l'année suivante, "de la peste" selon les Annales des quatre maîtres, sur Islay. La tradition situe de manière erronée son tombeau sur l'île de Man.
Godred laissa au moins trois fils : Lagmann, Harald qui perdit la vue du fait de Lagmann en 1099 et n'apparaît dès lors plus dans les annales et Olaf. Le roi de Norvège Magnus Berføtt expulsa Lagman de Man et régna jusqu'en 1103 sur l'île par l'intermédiaire de son fils Sigurd.
Les descendants d'Olaf Ier de Man régnèrent ensuite sur les îles jusqu'à l'avènement de Somerled et de ses fils, et dominèrent l'île jusqu'à la fin du royaume, en 1265 et son annexion par Alexandre III d'Écosse. Seulement dix années plus tard, en 1275, Godfred Magnuson de Man, fils du dernier roi de Man, tenta de reprendre le pouvoir sur l'île.

## Héritage

### Sa tombe

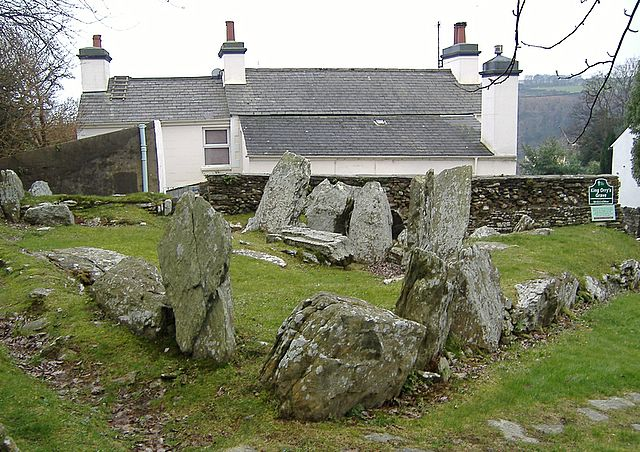
Tombe du roi Orry.

La tombe dite du roi Orry (King Orry's Grave) se situe sur la côte est de l'île, au lieu-dit Minorca, une colline au-dessus de Laxey. Elle consiste en un cairn de 12 mètres de long sur 4 mètres de large constitué de pierres colorées. Cette tombe est pourtant très antérieure à l'époque du roi Crovan. On l'estime à la période du Néolithique (4 000 ans av. J.-C.) et serait l'œuvre de populations de fermiers venus peupler l'île de Man depuis la Cumbria.
Le site a été excavé en 1953-1954. Outre les structures mises au jour, on a retrouvé dans le premier compartiment des tessons d'un bol daté du Néolithique. Des traces d'inhumation ont aussi été mises en évidence.

### «La grande route du roi Orry»
Godred Crovan jouit d'une grande popularité sur l'île de Man. Il incarne aux yeux de beaucoup le héros celte qui chasse l'envahisseur viking de Man.
Selon la tradition, lorsque Crovan débarqua sur l'île en 1079, on lui demanda d'où il venait. Montrant la voie lactée de son doigt, il dit : « Voici la route qui mène à mon pays ». C'est pour cette raison que, en mannois, le mot qui désigne la Voie lactée est raad mooar ree Gorree, c'est-à-dire littéralement « la grande route du roi Orry ».